# Brocourt
Brocourt ist eine französische Gemeinde mit 108 Einwohnern (Stand 1. Januar 2022) im Département Somme in der Region Hauts-de-France. Sie gehört zum Arrondissement Amiens und zum Kanton Poix-de-Picardie.

## Geographie
Die mit der Nachbargemeinde Liomer zusammengewachsene Gemeinde liegt am Liger, einem rechten Zufluss der Bresle, an der Kreuzung der Départementsstraßen D96 und D211 von Hornoy-le-Bourg nach Senarpont rund 30 Kilometer westlich von Amiens.

## Einwohner
| 1962 | 1968 | 1975 | 1982 | 1990 | 1999 | 2006 | 2011 |
| ---- | ---- | ---- | ---- | ---- | ---- | ---- | ---- |
| 111  | 107  | 114  | 106  | 129  | 120  | 104  | 96   |

## Sehenswürdigkeiten
- Park des im Zweiten Weltkrieg zerstörten Schlosses